# Desmonyx humeralis
Desmonyx humeralis är en skalbaggsart som beskrevs av Gilbert John Arrow 1907. Desmonyx humeralis ingår i släktet Desmonyx och familjen Rutelidae. Inga underarter finns listade i Catalogue of Life.